# Лудолф VI фон Щайнфурт
Лудолф VI фон Щайнфурт (на немски: Ludolf VI von Steinfurt; * пр. 1276; † 1308) е господар на Щайнфурт и рицар.

## Произход
Той е син на Балдуин II фон Щайнфурт († 1317) и съпругата му Елизабет фон Липе († 1315/1316), дъщеря на Бернхард III фон Липе († 1264/1265) и графиня София фон Равенсберг-Фехта († 1285). Внук е на Лудолф III фон Щайнфурт († сл. 1245/ок. 1265) и Елизабет (Лиза) фон Бентхайм († сл. 1270)

## Фамилия
Лудолф VI фон Щайнфурт се жени ок. 1276 г. за Ода фон Дипхолц († сл. 1326), дъщеря на Йохан I фон Дипхолц († сл. 1265) и Хедвиг фон Роден († сл. 1246). Те имат седем деца:
- Лудолф VII фон Щайнфурт († 13 – 23 декември 1360), господар на Щайнфурт, женен сл. 1318 г. за Перонета фон Билщайн († сл. 21 юли 1369)
- Агнес фон Щайнфурт († сл. 1342), омъжена за Херман фон Ахауз († сл. 1362)
- Балдуин фон Щайнфурт († 31 март 1361), епископ на Падерборн (1341 – 1361)
- Ода фон Щайнфурт († 1315)
- Елизабет фон Щайнфурт († сл. 1315)
- Лиза фон Щайнфурт († сл. 1315)
- Лутгардис фон Щайнфурт († 1356), абатиса на Фреден (1332 – 1349)